# Jane R. Goodall
Pour les articles homonymes, voir Goodall.
Ne doit pas être confondu avec Jane Goodall.
Jane R. Goodall, née le 24 mai 1951 dans le Yorkshire, est une femme de lettres australienne, auteure de roman policier.

## Biographie
En 2004, Jane R. Goodall publie son premier roman, The Walker pour lequel elle est lauréate du prix Ned Kelly 2004 du meilleur premier roman. Elle y met en scène Briony Williams, un officier de police puis détective, à Londres et à Oxford.

## Œuvre

### Romans

#### SérieBriony Williams
- The Walker (2004)
- The Visitor (2005)
- The Calling (2007)

### Autres ouvrages
- Artaud and the Gnostic Drama (1994)
- Performance and Evolution in the Age of Darwin: Out of the Natural Order (2002)
- Stage Presence: The Actor as Mesmerist (2008)

## Prix et distinctions

### Prix
- Prix Ned Kelly 2004 du meilleur premier roman pour The Walker[1]